# Yo-Yo Ma
Yo-Yo Ma (馬友友, pinyin: Ma Youyou), född 7 oktober 1955 i Paris, är en kinesisk-amerikansk cellist. 
Yo-Yo Ma, utbildad vid Juilliard School, spelar bland annat i The Silk Road Ensemble. Han har totalt givit ut ett tjugotal musikalbum, solo eller med andra. Inte minst hans tolkningar av Bachs sex cellosviter (BWV 1007-1012 i den officiella verkförteckningen) har väckt såväl respekt som uppskattning. Han tvekar inte att diversifiera sig och att delta i eklektiska samarbeten. Som exempel på hans mångfasetterade inspelningsrepertoar kan nämnas barockverk med tidstypiska instrument; amerikansk bluegrass; traditionella kinesiska melodier, vilket inkluderar soundtracket till filmen Crouching Tiger, Hidden Dragon; tango av den argentinska kompositören Ástor Piazzolla; ett experimentellt samarbete med röstvirtuosen Bobby McFerrin; samt musik av minimalisten Philip Glass i verk som stycket Naqoyqatsi från 2002.
Yo-Yo Ma spelar på två instrument, en venetiansk Montagnana cello från 1733 och en Stradivarius med benämningen "Davidov" från 1712. Den senare har tillhört bland andra Jacqueline du Pré.
År 2012 tilldelades Yo-Yo Ma Polarpriset och 2022 Birgit Nilsson-priset.